# La Canourgue
La Canourgue este o comună în departamentul Lozère din sudul Franței. În 2009 avea o populație de 2.112 de locuitori.

## Evoluția populației
| An        | 1975  | 1982  | 1990  | 1999  | 2006  | 2009  |
| --------- | ----- | ----- | ----- | ----- | ----- | ----- |
| Populație | 1.850 | 1.804 | 1.817 | 1.922 | 2.108 | 2.112 |